# Marcel Josserand
Pour les articles homonymes, voir Josserand.
Marcel Josserand est un mycologue français né le 5 octobre 1900 à Lyon et mort le 28 mars 1992.

## Biographie
Marcel Josserand est né le 5 octobre 1900 à Lyon. Son père est un industriel, il a un oncle juriste et un autre qui est médecin. Il est un membre de la Société linnéenne de Lyon. Il a été élu le 4 juin 1945 à l'Académie des sciences, belles-lettres et arts de Lyon.

## Publications
- La description des Champignons supérieurs (Basidiomycètes charnus) : technique descriptive, vocabulaire raisonné du descripteur  (ISBN 2720505072),  (ISBN 9782720505072)
- Mémoires : Importance de l'ornementation piléique pour la détermination des Coprins et L'étude des Coprins fimicoles, (ASIN B0000DRK90)[4].